# Sachtler
Sachtler GmbH es un fabricante de productos de soporte para cámaras y de focos de cámara. La empresa se fundó en 1958 y desde 1995 pertenece al Vitec Group plc., con sede en Gran Bretaña. 
Wendelin Sachtler fue operador de cámara, actor e inventor. En 1958 desarrolló su propia cabeza de trípode. Esta llamada cabeza giroscópica no sólo podía girar e inclinarse, sino que también estaba amortiguada por un sistema de giroscopios. La demanda de esa cabeza fluida por parte de sus colegas llevó finalmente a la fundación de la compañía Sachtler.

## Compañía
La compañía inició su andadura en 1958 en un pequeño taller en München-Schwabing de la mano de su fundador, Wendelin Sachtler. Después de dos traslados, Sachtler GmbH estableció en 2004 su sede central en Eching, cerca de Múnich. Sachtler dispone a nivel mundial de una plantilla de 150 empleados y tiene representantes en más de 140 países. Los centros de producción se encuentran en Alemania, Costa Rica y Gran Bretaña. 
El 1992 fueron galaronados los ingenieros de desarrollo de Sachtler con el "Óscar técnico" por el desarrollo de sus innovadoras cabezas fluidas.

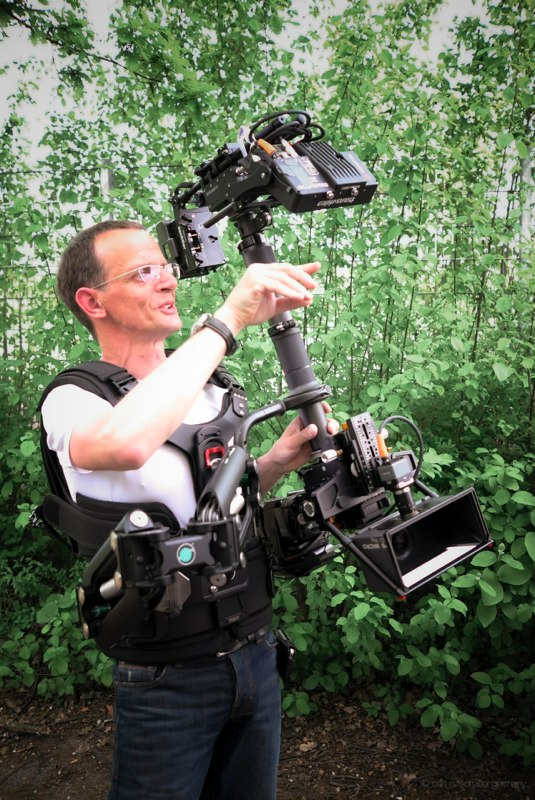
Curt O. Schaller con un artemis Cine HD Pro de Sachtler

Sachtler lanzó al mercado en 2001 junto con Curt O. Schaller el sistema de estabilización para cámaras Artemis. Dicho sistema fue el primer sistema estabilizador para cámaras modular del mundo, así mismo los sistemas de Artemis en alta definición (HD) fueron en su momento los primeros estabilizadores para cámaras Full-HD del mundo.
En 2015, Curt O. Schaller desarrolló el sistema (artemis) Trinity junto con Roman Foltyn, ingeniero con doctorado. Fue el primer sistema de estabilización de cámara del mundo que combinaba un sistema de estabilización mecánico y electrónico.
En abril de 2016, Schaller transfirió toda su cartera de productos Artemis de Sachtler / Vitec Videocom a ARRI, donde se desempeñó como gerente de producto de sistemas de estabilización de cámara, impulsando el desarrollo de los sistemas (artemis) Trinity.
En 2025, Curt O. Schaller recibió el Academy Scientific and Engineering Award por su concepto, diseño y desarrollo del sistema Trinity-2.

## Productos
- soporte para cámaras
- focos de cámara

En el campo del soporte para cámaras, Sachtler fabrica cabezas fluidas, trípodes y pedestales y, en el campo de los focos de cámara, focos LED, así como luminarias luz día y luminarias tungsteno.